# Первомайський (Ленінградський район)
Первомайський — селище в Ленінградському районі Краснодарського краю Російської Федерації. Адміністративний центр Первомайського сільського поселення.
Населення — 1294 особи (за даними перепису 2010 року).
| Росія | Це незавершена стаття з географії Росії. Ви можете допомогти проєкту, виправивши або дописавши її. |